# 에드모어 (미시간주)

에드모어(Edmore)는 미시간주 몽칼름군의 도시이다. 2010년 인구조사에 따르면 이 지역의 인구 수는 1,201명이다.
에드모어 운석은 2018년 농장 주변에서 발견되었다. 다른 농장에서는 1930년대 지구에 떨어진 것으로 보고되었으며 그 이후로 문버팀쇠(도어스톱)으로 사용되고 있다.

## 인구
| 인구조사              | 인구  | Note  | %±     |
| --------------------- | ----- | ----- | ------ |
| 1880년                | 704   |       | —      |
| 1890년                | 735   |       | 4.4%   |
| 1900년                | 642   |       | −12.7% |
| 1910년                | 752   |       | 17.1%  |
| 1920년                | 772   |       | 2.7%   |
| 1930년                | 897   |       | 16.2%  |
| 1940년                | 825   |       | −8.0%  |
| 1950년                | 971   |       | 17.7%  |
| 1960년                | 1,234 |       | 27.1%  |
| 1970년                | 1,149 |       | −6.9%  |
| 1980년                | 1,176 |       | 2.3%   |
| 1990년                | 1,126 |       | −4.3%  |
| 2000년                | 1,244 |       | 10.5%  |
| 2010년                | 1,201 |       | −3.5%  |
| 2019 (추산)           | 1,192 | [ 2 ] | −0.7%  |
| U.S. Decennial Census |       |       |        |